# Igor Ansoff
Igor Ansoff (Vladivostok, 1918 - San Diego, Califòrnia, 14 de juliol de 2002) fou un matemàtic i economista, conegut com el pare de l'administració estratègica. El seu nom originari en rus és Ígor Ansov (Игорь Ансов).
Nascut a Rússia, els seus pares emigraren als Estats Units durant la guerra civil que va seguir la Revolució russa, i s'establiren a Nova York. Va estudiar enginyeria i es doctorà en Matemàtiques, però després especialitzar-se en Planificació en la Lockeed Aircraft Corporation on va obtenir experiència analitzant les complexitats d'un ambient de negocis. Durant la Segona Guerra Mundial va servir a la marina nord-americana com a enllaç amb la marina soviètica i com a professor de física. Ha ensenyat en diverses universitats dels Estats Units i Europa (Bèlgica i Suècia), i ha estat assessor de les empreses Philips, General Electric, Westinghouse, IBM, Gulf Oil i Sterling. Va morir de pneumònia als Estats Units.

## Estratègia d'Ansoff
Ansoff afirmà, a diferència de Richard Cyert i James G. March, que la clau de l'estratègia és reconèixer que si una companyia està funcionant, llavors és part de l'ambient, i que quan un administrador entén l'ambient i reconeix que l'ambient està en constant canvi, llavors pot prendre les decisions correctes liderant les organitzacions cap al futur. Proposa diverses categories d'estratègia, en qualsevol d'elles hi encaixa cada empresa o pot fer combinacions quan busqui objectius a llarg termini: 
- Màxim rendiment actual: la finalitat de l'empresa és generar guanys.
- Utilitats de capital: obtenir guanys a curt termini.
- Liquiditat de patrimoni: busca atreure compradors procurant demostrar una elevada flexibilitat patrimonial.
- Responsabilitat social: estratègia per a demostrar interès en qüestions cíviques.
- Filantropies: l'empresa desvia recursos a objectius no econòmics o a institucions sense finalitat lucrativa.
- Actitud davant dels riscs: reduir riscs encara que es redueixi les utilitats.

## Obres
- Corporate Strategy (1965)
- Business Strategy (1969)
- Strategic Management (1984)
- The Firm: Meeting The Legacy Challenge (1986)
- The New Corporate Strategy (1989).